# بزرگتر
بزرگ‌تر (به انگلیسی: Bigger) نام ترانهٔ جاستین بیبر -خوانندهٔ نوجوان کانادایی- است که در اولین اثر او به نام «دنیای من» منتشر شد.
مجلهٔ رولینگ استون باور دارد که این ترانه دنباله‌روی از ترانهٔ «پی وای تی» مایکل جکسون است. نیویورک تایمز نیز معتقد است که ترانهٔ بزرگ‌تر که سبک نیو جک سویمینگ دارد، به خاطر ترانه‌های مایکل جکسون بوده‌است. (سبک نیو جک سویمینگ پس از این که مایکل جکسون آن را در آلبوم «خطرناک» خود استفاده کرد به معروفیت رسید.)
منتقد مجلهٔ بیلبورد گفت که صدای بیبر در این ترانه هم «پسرانه» است و هم «بالغ».

## رتبه
| جدول (۲۰۰۹)                       | رتبه در جدول |
| --------------------------------- | ------------ |
| کانادا (جدول ۱۰۰ اثر برتر کانادا) | ۷۸           |
| تک‌آهنگ‌های انگلستان                | ۱۶۲          |
| ۱۰۰ اثر برتر بیلبورد              | ۹۴           |

## واژه‌نامه
1. ↑  RBMG
2. ↑  Midi Mafia
3. ↑  Dapo Torimiro
4. ↑  Lonny Breaux
5. 1 2  Bigger
6. ↑  New jack swing
7. ↑  Canada (Canadian Hot 100)
8. ↑  US Billboard Hot 100